# Синер, Игорь Евгеньевич
Игорь Евгеньевич Синер (род. 26 сентября 1960, Омск) — советский и российский футбольный судья. Позже — судья в хоккее с мячом, инспектор РФПЛ.

## Карьера
Начал заниматься спортом в 11 лет на стадионе «Взлет», летом играл в футбол, зимой в хоккей с мячом. Работал тренером детских команд, стал работать арбитром на первенстве Омска. В 1987 году начал обслуживать матчи второй лиги. В 1992—1998 годах в качестве главного арбитра провёл 73 матча чемпионата России. Обслуживал финал Кубка России 1994/95. В 2001 году завершил карьеру в футболе и до марта 2010 работал судьёй на матчах хоккея с мячом. Затем — инспектор РФС. По состоянию на 2019 год входит в состав президиума Омской областной федерации футбола (должность — сопредседатель комитета по судейству и инспектированию соревнований).